# Capitania do Maranhão
A Capitania do Maranhão foi uma das subdivisões administrativas do território brasileiro no período colonial da América Portuguesa, criada em 1534 junto com mais treze regiões hereditárias (1534–1548), entregues pelo rei de Portugal, Dom João III, a donatários em regime de hereditariedade. Esta capitania tinha 75 léguas de costa, estendendo-se do cabo de Todos os Santos até a foz do rio da Cruz, integrando o nordeste do atual estado do Maranhão, a parte oriental do estado do Pará (atual Belém) e a Ilha de Marajó. Seu primeiro donatário foi Fernando Álvares de Andrade, que recebeu a capitania em 11 de março de 1535

## História

### Antecedentes
A colonização européia na América foi efetivamente iniciada em 1534, quando o rei Dom João III dividiu o território em quatorze capitanias hereditárias (administração do território colonial português) que foram doadas a doze capitães-donatários (vassalos), que podiam explorar os recursos da terra, mas em contra-partida deveriam povoar e proteger as regiões, onde os direitos e deveres dos donatários eram regulamentados pelas Cartas de Foral.
O sistema de capitanias já era empregado pelo Império Português nas ilhas da Madeira e de Cabo Verde desde o século XV. Em carta dirigida a Martim Afonso de Sousa em 1532, Dom João III comunicou a decisão de dividir o território português, assim em 1534 efetivou as primeiras doações.
Existem três possíveis fatores para a adoção do sistema de capitanias no Brasil: uma resposta da monarquia portuguesa ante a ameaça da França ao seu projeto de domínio na América; transferência dos gastos com a colonização que deixavam de ser do Estado e passavam para os donatários, favorecendo a Coroa em um contexto de escassez de recursos; conversão da população nativa ao cristianismo, dando continuidade ao ideal da Cruzadas.

### Origens
Os donatários das capitanias do Rio Grande e do Maranhão (primeiro e segundo lote), os portugueses João de Barros, Aires da Cunha e Fernando Álvares de Andrade, haviam preparado inseparadamente uma expedição povoadora (colonizar a região norte do Brasil) composta de dez navios, com 900 colonizadores, liderada por Aires da Cunha (que veio ao Brasil em 1535). Mas tiveram pouca sorte: afundaram o navio ao ver as terras do Maranhão, assim criaram o núcleo colonial de povoamento de Nazaré (na ilha de Trindade, atual ilha de São Luís). Mas continuaram sofrendo ameaças dos indígenas, com os quais precisavam lutar constantemente. Em 1538, a empresa foi deixada pelos donatários, que tentaram aproveitar de novo ambos os lotes em 1554, sob a comando de Luís Melo. Já os franceses, no entanto, iam com frequencia à região, o que teria forçado a Coroa, no começo do século XVII, a reconquistar a região, expulsando os franceses em 1615.
Em 1621 elevada à dignidade de Estado do Maranhão (embora algumas fontes dêem a entender que a capitania coexistiu com o Estado, não tendo sido elevada), com administração independente do resto do Brasil, sob ordens de Filipe II de Espanha, a fim de promover o desenvolvimento da região. Posteriormente, uniu-se a antiga capitania ao Grão-Pará, mantendo São Luís como a capital desse extenso território (Estado do Maranhão e Grão-Pará). Em 1737, a capital foi transferida para Belém e, em 1751, a unidade foi renomeada Estado do Grão-Pará e Maranhão (que seria dividida em dois Estados em 1772/1774).